# Sonate K. 350
La sonate K. 350 (F.298/L.230) en fa majeur est une œuvre pour clavier du compositeur italien Domenico Scarlatti.

## Présentation
La sonate K. 350, en fa majeur, notée Allegro, forme une paire avec la sonate précédente. Alors que la K. 349 jouait avec des broderies en petits mouvements, celle-ci à l'inverse étend les doigts du claveciniste en arpèges. Les nombreuses cadences « insistantes » en constituent son principal dispositif syntaxique.

## Manuscrits
Le manuscrit principal est le numéro 25 du volume VII (Ms. 9778) de Venise (1754), copié pour Maria Barbara ; l'autre est Parme IX 23 (Ms. A. G. 31414).

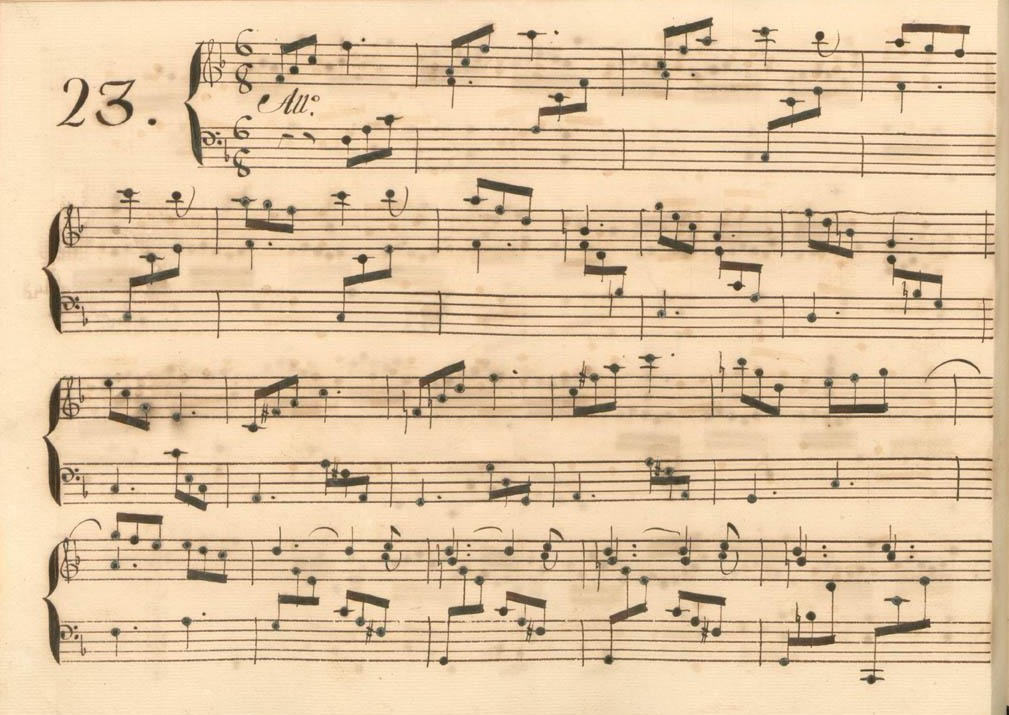
Parme IX 23.
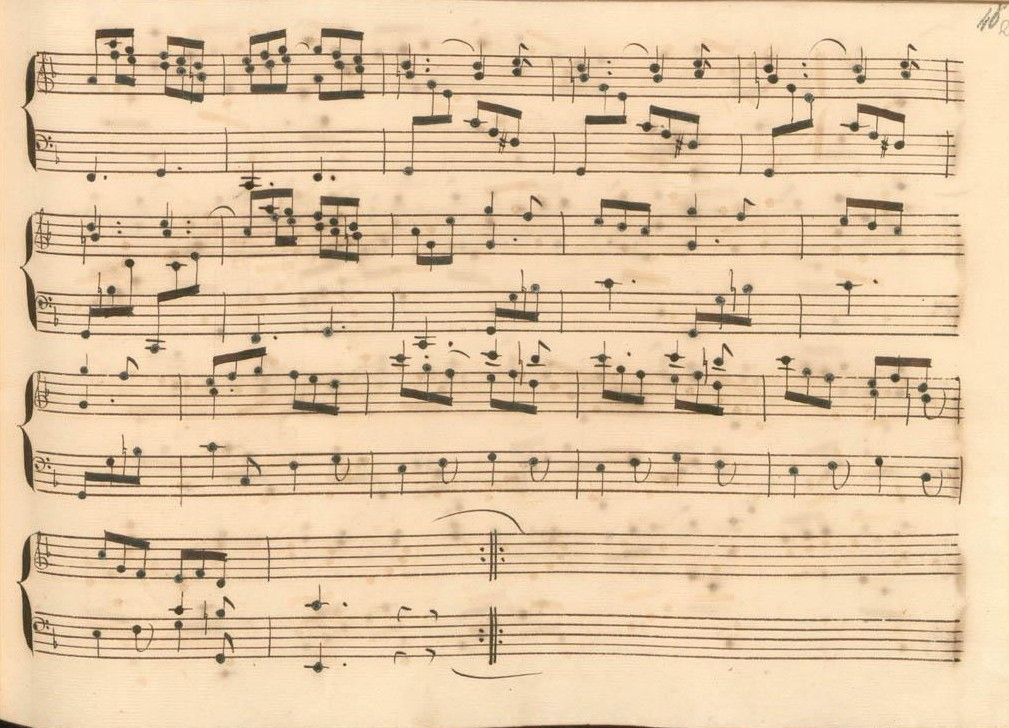
Parme IX 23 (fin de la première section).
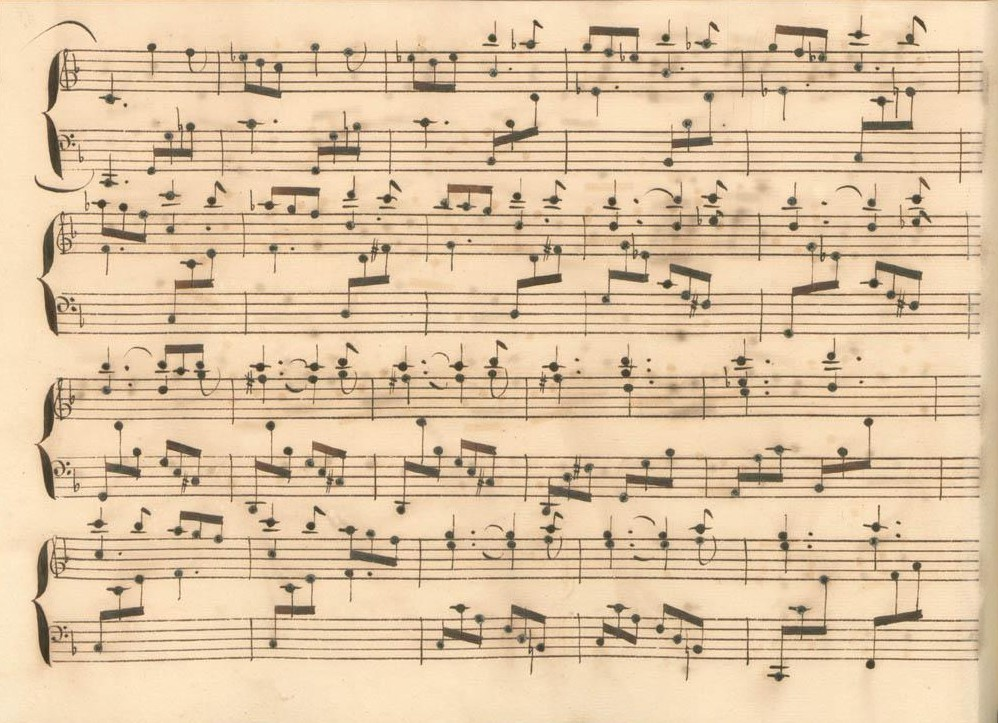
Parme IX 23 (début de la seconde section).
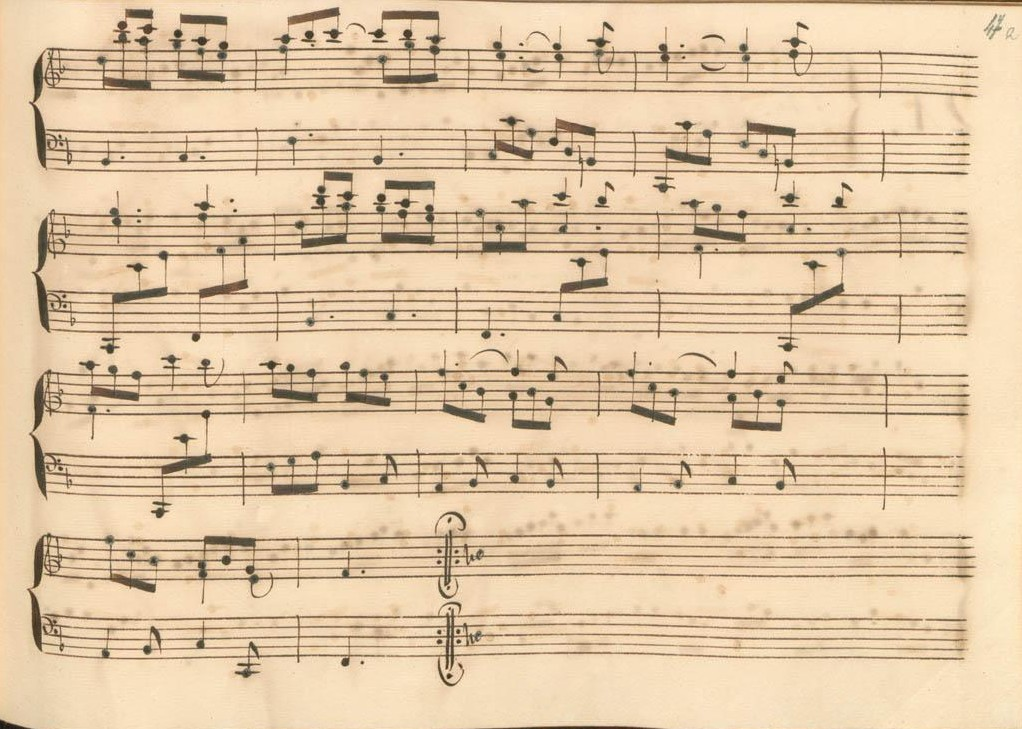
Parme IX 23 (fin de la sonate).
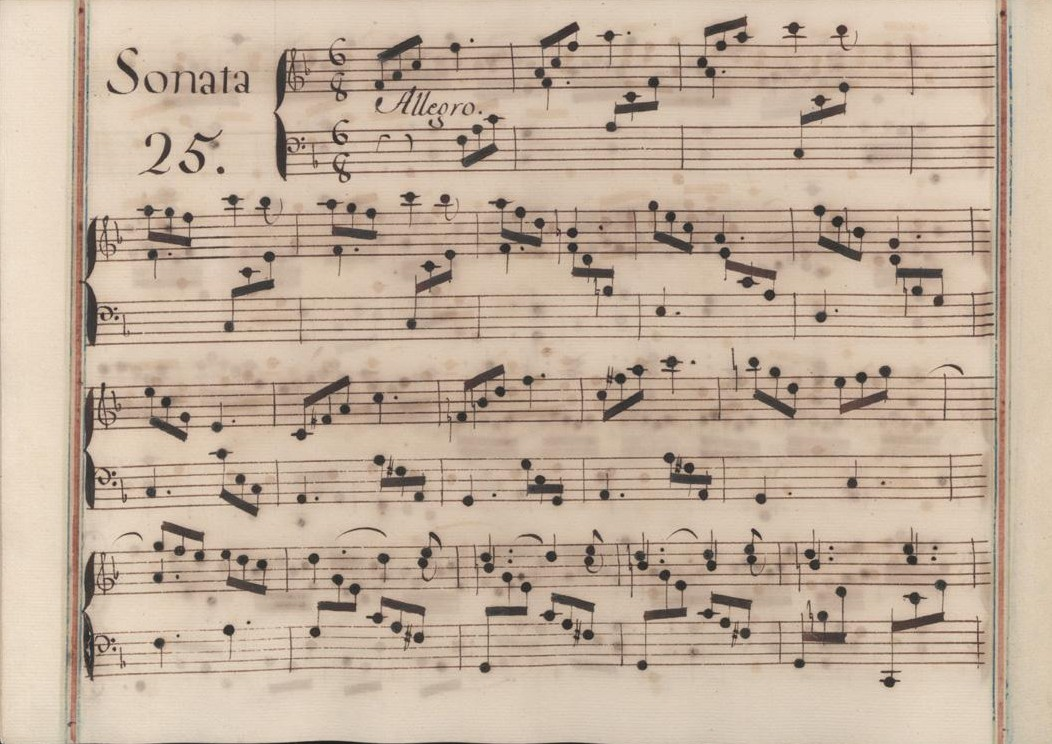
Venise VII 25.

## Interprètes
La sonate K. 350 est défendue au piano notamment par Carlo Grante (2013, Music & Arts, vol. 4) et Pascal Pascaleff (2020, Naxos, vol. 25) ; au clavecin par Scott Ross (1985, Erato), Richard Lester (2003, Nimbus, vol. 3) et Pieter-Jan Belder (Brilliant Classics, vol. 8).

## Sources
: document utilisé comme source pour la rédaction de cet article.
- Ralph Kirkpatrick (trad. de l'anglais par Dennis Collins), Domenico Scarlatti, Paris, Lattès, coll. « Musique et Musiciens », 1982 (1re éd. 1953 (en)), 493 p. (ISBN 978-2-7096-0118-4, OCLC 954954205, BNF 34689181).
- Alain de Chambure, « Domenico Scarlatti : Intégrale des sonates — Scott Ross », Erato (2564-62092-2), 1985 (OCLC 891183737) .
- (en) Carlo Grante, « Domenico Scarlatti, intégrale des sonates pour clavier (vol. 4) », Music & Arts (CD-1293), 2016 (OCLC 1020680576) .